# Helmut Klotz
Helmut Klotz (* 10. Februar 1935 in Oederan) ist ein deutscher Opernsänger (Tenor) und Chorleiter aus Sachsen.

## Leben
Helmut Klotz studierte an der Musikhochschule Dresden von 1954 bis 1960 Violoncello und Gesang. Er wirkte bereits 1958/59 als Cellist in der Staatskapelle Dresden, bevor er nach Abschluss des Studiums als Tenor an den Landesbühnen Sachsen in Radebeul engagiert wurde. 1961 ging er an das Opernhaus Leipzig. Zwischen 1977 und 1982 gastierte Klotz auch einige Male an der Deutschen Staatsoper Berlin, wie die in der Staatsbibliothek Berlin und im Berliner Landesarchiv gesammelten Besetzungszettel jener Jahre belegen (u. a. als Belmonte und Pedrillo in „Die Entführung aus dem Serail“, Jaquino in „Fidelio“, Tierhändler und Wirt in „Der Rosenkavalier“ sowie als Jakob in der Kinderoper Meister Röckle von Joachim Werzlau).
Neben der Gestaltung zahlreicher Partien an der Oper trat er auch als Konzert- und Oratoriensänger auf, so in vielen Aufführungen mit dem Leipziger Thomanerchor und dem Dresdner Kreuzchor.
Als 1972 durch den Tod von Werner Sander die Chorleitung beim Leipziger Synagogalchor vakant wurde, wurde Helmut Klotz in diese Position berufen. 40 Jahre lang arbeitete er mit dem halbprofessionellen Chor als dessen Leiter, aber auch als Vorsänger, auf hohem künstlerischem Niveau. Unter der Leitung von Helmut Klotz trat der Leipziger Synagogalchor letztmals am 14. April 2012 bei einem Festkonzert im großen Saal des Leipziger Gewandhauses auf, Nachfolger von Klotz wurde der Sänger und Chordirigent Ludwig Böhme. Sowohl Klotz als auch der Chor wurden mehrfach ausgezeichnet.
In der Spielzeit 2011/12 stand Klotz in Christoph Willibald Glucks Oper „Iphigenie in Aulis“ (in einer Inszenierung Peter Konwitschnys) im Vorspiel als Gluck noch einmal auf die Bühne der Oper Leipzig.

## Auszeichnungen
- 1981 Kunstpreis der DDR
- 1985 Ernennung zum Kammersänger
- 1998 Ehrenmedaille der Stadt Leipzig
- 1998 Sächsischer Verdienstorden
- 2000 Ehrenmitglied der Oper Leipzig
- 2005 Großes Verdienstkreuz des Verdienstordens der Bundesrepublik Deutschland